# La Bastida de Roland
La Bâtie-Rolland és un municipi francès situat al departament de la Droma i a la regió d'Alvèrnia-Roine-Alps. L'any 2007 tenia 906 habitants. L'alcalde del poble és en Pascal Beynet, el seu mandat és fins al 2020.
La Bâtie-Rolland també és conegut per ser el lloc d'estiueig del youtuber català Max Coma.

## Demografia

### Població
El 2007 la població de fet de La Bâtie-Rolland era de 906 persones. Hi havia 356 famílies de les quals 76 eren unipersonals (24 homes vivint sols i 52 dones vivint soles), 104 parelles sense fills, 132 parelles amb fills i 44 famílies monoparentals amb fills.
La població ha evolucionat segons el següent gràfic:
Habitants censats

### Habitatges
El 2007 hi havia 403 habitatges, 358 eren l'habitatge principal de la família, 40 eren segones residències i 5 estaven desocupats. 340 eren cases i 60 eren apartaments. Dels 358 habitatges principals, 253 estaven ocupats pels seus propietaris, 93 estaven llogats i ocupats pels llogaters i 12 estaven cedits a títol gratuït; 1 tenia una cambra, 15 en tenien dues, 52 en tenien tres, 117 en tenien quatre i 173 en tenien cinc o més. 210 habitatges disposaven pel capbaix d'una plaça de pàrquing. A 153 habitatges hi havia un automòbil i a 186 n'hi havia dos o més.

### Piràmide de població
La piràmide de població per edats i sexe el 2009 era:
| Homes | Edats   | Dones |
| ----- | ------- | ----- |
| 0     | 95 o +  | 0     |
| 0     | 90 a 94 | 8     |
| 4     | 85 a 89 | 0     |
| 16    | 80 a 84 | 0     |
| 12    | 75 a 79 | 4     |
| 12    | 70 a 74 | 20    |
| 12    | 65 a 69 | 12    |
| 24    | 60 a 64 | 24    |
| 20    | 55 a 59 | 24    |
| 28    | 50 a 54 | 36    |
| 16    | 45 a 49 | 28    |
| 36    | 40 a 44 | 24    |
| 44    | 35 a 39 | 28    |
| 20    | 30 a 34 | 48    |
| 24    | 25 a 29 | 24    |
| 16    | 20 a 24 | 24    |
| 20    | 15 a 19 | 20    |
| 24    | 10 a 14 | 28    |
| 32    | 5 a 9   | 36    |
| 20    | 0 a 4   | 40    |

## Economia
El 2007 la població en edat de treballar era de 585 persones, 434 eren actives i 151 eren inactives. De les 434 persones actives 391 estaven ocupades (220 homes i 171 dones) i 43 estaven aturades (11 homes i 32 dones). De les 151 persones inactives 49 estaven jubilades, 50 estaven estudiant i 52 estaven classificades com a «altres inactius».

### Ingressos
El 2009 a La Bâtie-Rolland hi havia 356 unitats fiscals que integraven 899,5 persones, la mediana anual d'ingressos fiscals per persona era de 17.564 €.

### Activitats econòmiques
Dels 47 establiments que hi havia el 2007, 1 era d'una empresa alimentària, 2 d'empreses de fabricació de material elèctric, 5 d'empreses de fabricació d'altres productes industrials, 9 d'empreses de construcció, 4 d'empreses de comerç i reparació d'automòbils, 2 d'empreses de transport, 1 d'una empresa d'hostatgeria i restauració, 1 d'una empresa d'informació i comunicació, 1 d'una empresa financera, 2 d'empreses immobiliàries, 8 d'empreses de serveis, 9 d'entitats de l'administració pública i 2 d'empreses classificades com a «altres activitats de serveis».
Dels 13 establiments de servei als particulars que hi havia el 2009, 1 era una oficina de correu, 1 taller de reparació d'automòbils i de material agrícola, 1 taller d'inspecció tècnica de vehicles, 1 autoescola, 2 paletes, 1 guixaire pintor, 1 fusteria, 2 electricistes, 1 empresa de construcció, 1 perruqueria i 1 agència immobiliària.
Dels 2 establiments comercials que hi havia el 2009, 1 era una botiga de menys de 120 m² i 1 una fleca.
L'any 2000 a La Bâtie-Rolland hi havia 18 explotacions agrícoles que ocupaven un total de 416 hectàrees.

## Equipaments sanitaris i escolars
Hi ha una escola elemental que cobreix tots els cursos de primaria. El poble no disposa de moment de cap servei mèdic.

## Altres dades d'interès
Durant els anys 60 uns veïns del poble van afirmar haver vist una flotilla d'Ovnis sobrevolar el veïnat.
És una de les poques poblacions de França que no posseeix un supermercat. L'única botiga del poble és una fleca.
En un dels turons del poble es troba una estàtua blanca de la verge Maria.

## Poblacions més properes
El següent diagrama mostra les poblacions més properes.